# August Bravais
August Bravais (ur. 23 sierpnia 1811, zm. 30 marca 1863) – francuski krystalograf, fizyk i matematyk.
Udowodnił możliwość istnienia w trzech wymiarach 14 rodzajów sieci krystalicznych pod nazwą sieci Bravais'go. Zajmował się również badaniem zjawisk akustycznych i atmosferycznych. Był profesorem w Lyonie i Paryżu, członkiem Akademii Nauk.